# Noise Gate (groupe)
Pour les articles homonymes, voir Noise Gate.
Noise Gate est un groupe belge de rock industriel, originaire de Bruxelles, actif entre 1984 et 1993.

## Histoire
Originaire de Bruxelles, le groupe est composé à l'origine de 4 musiciens et d'une boîte à rythmes. Ils pratiquent une musique qualifiée de savant mélange entre le punk hardcore et la musique industrielle. Fleuron de l'underground bruxellois, Noise Gate revendique un mélange entre la cold wave et un rock français « qui tache »[source insuffisante].
Désigné comme un des meilleurs groupes belges des années 1980, dans la catégorie dite industrielle, dans laquelle on trouve également des groupes tels que The Neon Judgement,  à;GRUMH..., Snowy Red ou Parade Ground. Le groupe est considéré en 1988 comme l'un des 10 meilleurs moments musicaux aux côtés de La Muerte ou Front 242[réf. nécessaire]. Il se fait également remarquer par les pochettes hors du commun de ses productions : concept pochoir, treillis métallique, peinture à la bombe.
Noise Gate est produit par son propre label Noise Product. Ils sont décrits comme suit par la presse spécialisée : « des Belges bruyants et incisifs qui n'ont qu'un mot d'ordre : agir ! ». « Noise Gate distille une musique aux apparences tribales, explosion de rythmes durs, de sensations déroutantes et d'idées de révolte ». Les activités du groupe s'arrêtent dans les années 1990.

## Membres
- Christophe Petit - chant, guitare
- Jean-Pierre Hoedenaeken - batterie
- Marc Baudhuin - basse
- Yves Baudhuin (Duke) - guitare
- Roland Wouters

## Discographie partielle
- 1987 : Jump / Splendor
- 1988 : Write!
- 1989 : Noise Gate
- 1990 : Peace and Work
- 1993 : Illusion of Victory

### Participation aux compilations
- 1988 : A bas toutes les armées
- 1992 : Réunion de La Famille